# Woody Grimshaw
George W. Grimshaw, detto Woody (24 settembre 1919 – Methuen, 20 ottobre 1974), è stato un cestista e allenatore di pallacanestro statunitense, professionista nella BAA e nella ABL.